# Armi elää!
Pour plus de détails, voir Fiche technique et Distribution.
Armi elää! (littéralement « Armi vit ! ») est un film finlandais réalisé par Jörn Donner, sorti en 2015.

## Synopsis
La vie d'Armi Ratia, fondatrice de l'entreprise Marimekko.

## Fiche technique
- Titre : Armi elää!
- Réalisation : Jörn Donner
- Scénario : Karoliina Lindgren
- Musique : Pessi Levanto
- Photographie : Hannu-Pekka Vitikainen
- Montage : Klaus Grabber
- Production : Misha Jaari et Mark Lwoff
- Société de production : Bufo
- Pays de production :  Finlande
- Genre : Biopic et drame
- Durée : 84 minutes
- Date de sortie : 
  - Finlande : 20 mars 2015

## Distribution
- Minna Haapkylä : Armi Ratia / Maria
- Laura Birn : Leena
- Hannu-Pekka Björkman : Viljo Ratia
- Robert Enckell : l'ingénieur
- Rea Mauranen : Kerttu
- Anna Paavilainen : la fille d'Armi
- Jaakko Selin : l'intervieweur
- Pekka Strang : le directeur
- Jakob Öhrman : Jim

## Distinctions
Le film a été nommé pour six Jussis et en a reçu deux : meilleur scénario et meilleur direction artistique.